# Jailbreak (iOS)

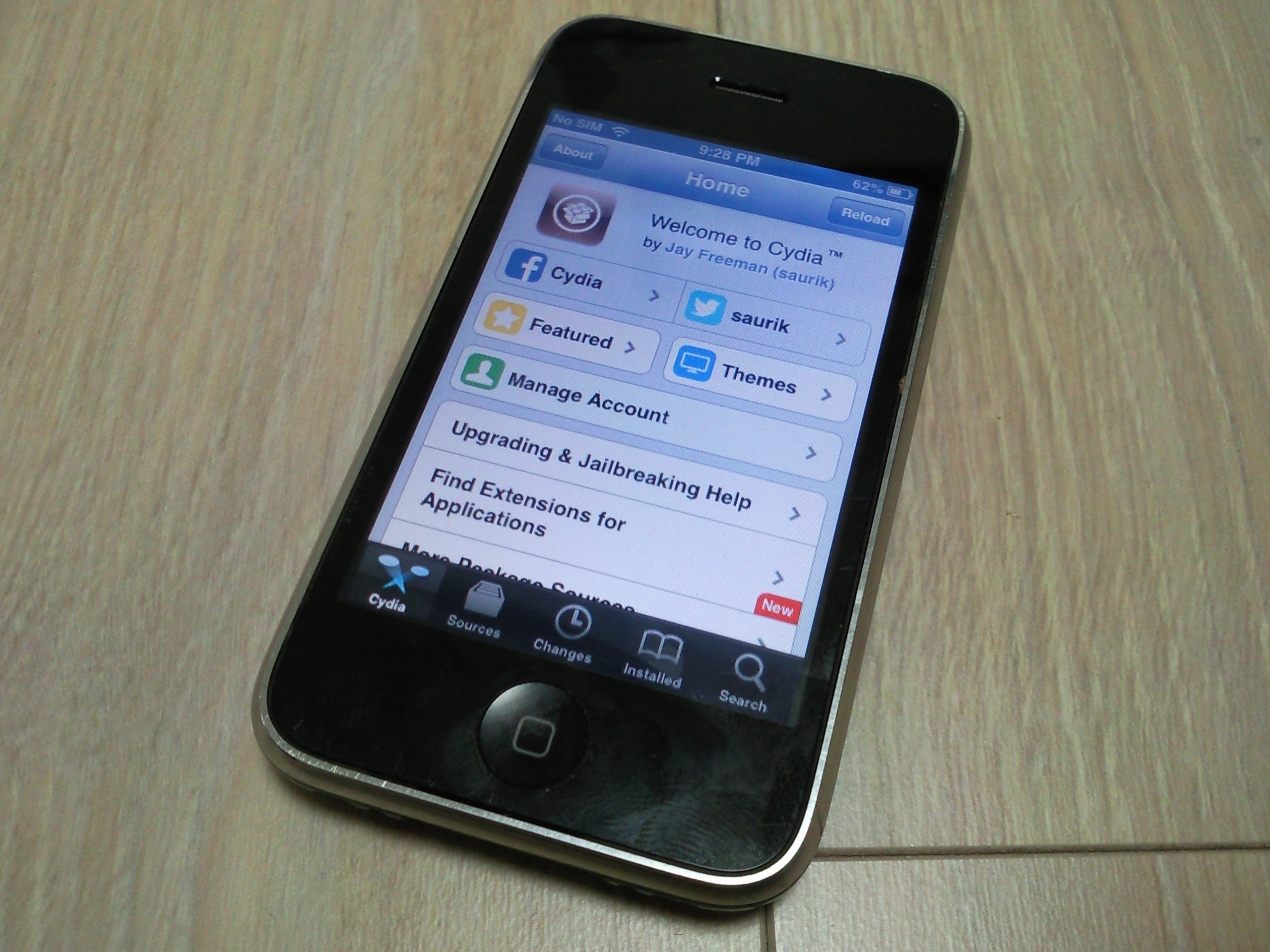
Tienda iOS jailbreak, Cydia (aplicación)wpwit

Se le conoce como jailbreak (literalmente «fuga de la cárcel») al proceso de suprimir algunas de las limitaciones impuestas por Apple en dispositivos que utilicen el sistema operativo iOS mediante el uso de núcleos modificados. Su equivalente en Android es el root.
Tales dispositkwivos incluyen el iPhone, iPod Touch, iPad, Apple Watch y la Apple TV de segunda generación y watchOS 4. El jailbreak permite a los usuarios acceder por completo al sistema operativo, permitiendo al usuario descargar aplicaciones, extensiones y temas que no están disponibles a través de la App Store oficial. Un dispositivo con jailbreak todavía puede usar la App Store, iTunes y todas las demás funciones, como hacer llamadas telefónicas. El jailbreak es una forma de escalado de privilegios, y el término se ha usado también con otros sistemas computacionales.
A diferencia del proceso de rootear un dispositivo Android, el jailbreak es necesario si el usuario quiere ejecutar software no autorizado por Apple. Un jailbreak «atado» (tethered, en inglés) requiere que el dispositivo esté conectado a un ordenador cada vez que se inicie; un jailbreak «sin ataduras» (untethered, en inglés) permite al dispositivo arrancar sin la asistencia de un ordenador. Bajo el Digital Millennium Copyright Act, el proceso de hacer jailbreak es legal en los Estados Unidos, aunque Apple anunció que la práctica puede anular la garantía.
Una de las principales razones para hacer jailbreak es para expandir las características impuestas por Apple y su App Store. La mayoría de las herramientas instalan automáticamente Cydia, un cliente nativo de APT para iOS usado para encontrar e instalar software para dispositivos con jailbreak. Debido a que los programas disponibles a través de Cydia no requieren adherirse a los manuales de estilo del App Store, muchos de ellos no son aplicaciones en sí, sino que son extensiones y modificaciones para el sistema y otras aplicaciones las cuales son llamadas tweaks. Los usuarios instalan tales programas para distintos propósitos, como modificaciones de la interfaz, inclusión de características y correcciones varias, y hacer el trabajo de desarrollo en el dispositivo más fácil al proveer acceso al sistema de archivos y herramientas de línea de comandos.
El jailbreak no afecta a otras limitaciones impuestas como son la descarga de más de 50-100 megabytes de la App Store sin conexión WiFi, la imposibilidad de sincronizar más de cinco dispositivos iOS, o no poder compartir una dirección por iMessage. Simplemente lo que se consigue con el jailbreak es quitar ciertas limitaciones, por ejemplo, instalar temas en el dispositivo, o modificar la interfaz del mismo.
Algunos usuarios utilizan Cydia para expresar su oposición a la censura que Apple aplica a los contenidos a través del proceso de aprobación de aplicaciones: a principios de 2010, Apple expulsó una aplicación hecha por Mark Fiore, ganador de un premio Pulitzer, porque «ridiculizaba a figuras públicas», infringiendo el apartado 3.3.14 del contrato de licencia del programa de desarrollo para iPhone. Más tarde Apple llamó a Fiore y le pidió presentar de nuevo su aplicación para aprobarla. A finales de 2010, Apple bloqueó el uso de aplicaciones que permitían a usuarios donar dinero a organizaciones sin fines de lucro y de caridad. Apple también expulsó una aplicación de WikiLeaks, argumentando que violaba el contrato de desarrolladores. Cabe destacar que si bien este proceso aporta mejoras también será perjudicial en algunas áreas, por ejemplo, la de rendimiento del dispositivo y vulnerabilidad a programas de software maliciosos que podrían infiltrarse en el equipo mediante apps que dicen «aportar beneficios al dispositivo», además en el proceso de desbloquear el dispositivo se corre el riesgo de pérdida total del equipo o en una actualización de sistema operativo. Queda bajo la decisión del usuario llevar a cabo este proceso teniendo en cuenta que corre un gran riesgo pero también grandes beneficios.

## Historia
El primer método de jailbreaking fue lanzado el 10 de julio de 2007, que inicialmente proveía una manera de poder elegir cualquier archivo de música grabado en el dispositivo como tono de llamada y de mensajes. El 6 de agosto de 2007 el primer juego no aprobado por Apple fue lanzado para el iPhone y el iPod Touch.

El 10 de octubre de 2007, otro método de jailbreaking fue descubierto. Desde ese momento Apple y los hackers pelearon permanentemente, por un lado por reparar problemas de seguridad, y por otro lado para descubrir nuevos problemas de seguridad, y aprovecharse de ellos para hacer jailbreak a los dispositivos.
Desde el lanzamiento del iPhone OS 2.0, un grupo de hackers llamado el iPhone Dev Team lanzó una aplicación para hacer jailbreak, llamada PwnageTool que utilizaba una interfaz gráfica.
En enero de 2009, el iPhone Dev Team comenzó a trabajar en un mecanismo para hacerle jailbreak al Ipod Touch 2G. "redsn0w lite" fue el nombre en código para el tethered jailbreak del iPod Touch 2G, y en abril, fue liberada la versión 0.1 de redsn0w.
El 10 de marzo de 2009, un método de untethered jailbreaking fue lanzado para el iPod Touch 2G utilizando un exploit descubierto por el grupo de hackers Chronic Dev Team, y desarrollado con la ayuda de un hacker del iPhone Dev Team llamado "planetbeing".
El 17 de marzo de 2009 Apple anunció el lanzamiento del iPhone OS 3.0. Tres meses después, el iPhone Dev Team lanzó PwnageTool 3.0 y redsn0w 0.7.2, que permitía a los usuarios del iPhone original, iPhone 3G, y iPod Touch correr el sistema operativo 3.0 jailbreakeado en Macs y PC.
El 9 de septiembre de 2009, Apple lanzó el iPhone OS 3.1, desactivando de nuevo la habilidad de jailbreak el dispositivo. Una vez más, el equipo Dev lanzó un jailbreak para todos los equipos (excepto para el iPod Touch 3.ª Generación), llamado Pwnage Tool 3.1-3.
El 11 de octubre de 2009, George Hotz, conocido como "geohot", lanzó la herramienta "blackra1n", que permite el jailbreak de todos los iPhones y iPod Touch corriendo el sistema operativo iPhone OS 3.1.2 (aunque el jailbreak de los iPod Touch 3G y de los iPod Touch 2G de la serie MC es tethered)
El 2 de noviembre de 2009, Geohot lanzó una nueva versión de su programa, llamado "blackra1n RC3" que permitía hacer jailbreak a los iPhone 3G y 3GS incluso a los dispositivos recientemente fabricados en los cuales se había corregido el fallo de seguridad anteriormente explotado para poder jailbreakear los dispositivos.
El día 3 de mayo de 2010 Comex lanzó una nueva herramienta para hacer jailbreak llamado "Spirit"; es un jailbreak unthetered para iPod Touch (cualquier generación), iPhone (cualquier generación) y iPad con firmware 3.1.3, 3.1.2 y 3.2 (iPad). Spirit no libera baseband 05.12.01 y tampoco permite modificar el logo de inicio, ni habilitar el Verbose Mode ya que éste jailbreak funciona aplicándose automática y autónomamente cada vez que se prende el dispositivo (sin necesidad de conectarlo a la PC, ni de que el usuario se percate) para que el BootROM no detecte que se ha modificado el OS. Esta herramienta se ha actualizado para soportar iOS 4 con el nombre de jailbreakme.
El 8 de mayo: Sherif Hashim hacker de DevTeam anunció la liberación del BaseBand 05.12.01 para el 7 de junio.
El 2 de agosto de 2010 Comex lanzó JailbreakMe para realizar el Jailbreak Untethered aprovechando una vulnerabilidad en la lectura de PDF’s, de iOS 4.0/4.0.1/3.2.1 con solo acceder a jailbreakme.com y pulsar un botón, herramienta que en un futuro actualizaría para realizar el Jailbreak Untethered por primera vez a un dispositivo con chip A5, el iPad 2.
El 10 de octubre de 2010, GeoHot lanza una nueva herramienta llamada "limera1n". Fue lanzado para el iOS 4.1 (lo que incluiría el iPhone, iPod Touch, iPad y el Apple TV), aprovechando un error de hardware, que Apple no podría corregir, a menos que cambiara toda la circuitería de los terminales.
Hasta 2011 continuaron siendo las mismas pero con actualizaciones para hacerse compatible con las nuevas versiones hasta la salida de Absinthe, herramienta desarrollada por el Chronic Dev Team con la cual se consiguió el Jailbreak Untethered de iOS 5.0.1/5.1.1 en todos los dispositivos incluidos los dispositivos con Chip A5 y A5X.
El 4 de febrero de 2013, evasi0n sale a la luz y es la herramienta que permite el Jailbreak Untethered en todos los dispositivos actualizados a iOS 6/6.1.2 (excepto Apple TV 3).
El 22 de diciembre de 2013, evasi0n7 sale a la luz y es la herramienta que permite el Jailbreak Untethered en todos los dispositivos actualizados a iOS 7.0/7.0.6 (excepto Apple TVs).
El 30 de diciembre de 2013, p0sixpwn sale a la luz y es la herramienta que permite el Jailbreak Untethered en todos los dispositivos actualizados a iOS 6.1.3 – 6.1.4 – 6.1.5 – 6.1.6.
El 23 de junio de 2014, PanguTeam liberaba la herramienta que permitía hacer el Jailbreak Untethered en todos los dispositivos con iOS 7.1 y 7.1.2.
El 22 de octubre de 2014, el equipo de Pangu lanzaba su herramienta llamada Pangu8 que permite el Jailbreak Untethered en todos los dispositivos con iOS 8.0 – 8.0.1 – 8.0.2 – 8.1.
El 29 de noviembre de 2014, el equipo TaiG lanzaba su herramienta llanada TaiGBreak que permite el Jailbreak Untethered en todos los dispositivos con iOS 8.0 – 8.0.1 – 8.0.2 – 8.1 – 8.1.1.

### Tethered Jailbreak
Este jailbreak se consiguió a raíz de una fallo descubierta por GeoHot el 10 de octubre de 2010 en los chips de los siguientes dispositivos: iPhone 3GS, iPhone 4 y iPod Touch 4. En el iPhone 3GS algunos modelos de dispositivos admiten un «Jailbreak Untethered» de por vida. Entre junio y septiembre de 2009 también fue posible revertir a la versión anterior del sistema (downgrade) sin necesidad de tener la firma SHSH requerida en el proceso.

### Lista de jailbreaks disponibles
| Dispositivo/SO                                                                | Fecha de lanzamiento    | Fecha del primer jailbreak | Herramienta                    | Desarrollador                                    |
| ----------------------------------------------------------------------------- | ----------------------- | -------------------------- | ------------------------------ | ------------------------------------------------ |
| Primer iPhone /iPhoneOS 1.0                                                   | 29 de junio de 2007     | 10 de julio de 2007        | Sin nombre                     | iPhone Dev Team                                  |
| iPhone 3G/iPhoneOS 2.0                                                        | 11 de julio de 2008     | 20 de julio de 2008        | PwnageTool                     | iPhone Dev Team                                  |
| iPhoneOS 3.0                                                                  | 17 de marzo de 2009     | 19 de junio de 2009        | PwnageTool                     | iPhone Dev Team                                  |
| iPhone 3GS                                                                    | 19 de junio de 2009     | 3 de julio de 2009         | purplera1n                     | George Hotz                                      |
| iPad                                                                          | 30 de abril de 2010     | 3 de mayo de 2010          | Spirit                         | comex                                            |
| iOS 4.0                                                                       | 21 de junio de 2010     | 21 – 23 de junio de 2010   | PwnageTool                     | iPhone Dev Team                                  |
| iPhone 4                                                                      | 24 de junio de 2010     | 1 de agosto de 2010        | JailbreakMe 2.0                | comex                                            |
| iPad 2/iOS 4.3                                                                | 11 de marzo de 2011     | 5 de julio de 2011         | JailbreakMe 3.0                | comex                                            |
| iOS 5.0                                                                       | 12 de octubre de 2011   | 13 de octubre de 2011      | redsn0w                        | iPhone Dev Team                                  |
| iPhone 4S                                                                     | 14 de octubre de 2011   | 20 de enero de 2012        | Absinthe                       | Chronic Dev Team                                 |
| iPad 2 iOS 5.0/5.0.1                                                          | 20 de enero de 2012     | 20 de enero de 2012        | Absinthe                       | Chronic Dev Team                                 |
| iPad 3 iOS 5.1.1                                                              | 25 de mayo de 2012      | 25 de mayo de 2012         | Absinthe 2.01                  | Chronic Dev Team                                 |
| iPad 3 iOS 5.1.1                                                              | 25 de mayo de 2012      | 25 de mayo de 2012         | Absinthe 2.01                  | Chronic Dev Team                                 |
| iOS 6.0/6.1/6.1.1/6.1.2                                                       | 4 de febrero de 2013    | 4 de febrero de 2013       | evasi0n 1.5.3                  | evad3rs                                          |
| iOS 6.1.3/6.1.4/6.1.5                                                         | 19 de marzo de 2013     | 30 de diciembre de 2013    | p0sixspwn 1.0                  | winocm, iH8sn0w, SquiffyPwn                      |
| iOS 7.0/7.0.1/7.0.2/7.0.3/7.0.4/7.0.5/7.0.6                                   | 22 de diciembre de 2013 | 22 de diciembre de 2013    | evasi0n7 1.0.7                 | evad3rs                                          |
| iOS 7.1/7.1.1/7.1.2                                                           | 23 de junio de 2014     | 23 de junio de 2014        | Pangu 1.1 y Pangu 1.2          | PanguTeam                                        |
| iOS 8/8.0.2/8.1                                                               | 22 de octubre de 2014   | 22 de octubre de 2014      | Pangu8 (v. 1.0.1)              | PanguTeam                                        |
| iOS 8.0/8.0.2/8.1/8.1.1/8.1.2/8.2 Beta                                        | 29 de noviembre de 2014 | 29 de noviembre de 2014    | TaiG Jailbreak Tool (v. 1.2.0) | TaiGTeam                                         |
| iOS 9, 9.0.1,9.0.2,9.1                                                        | 10 de octubre de 2015   | 10 de octubre de 2015      | PanguTool                      | Pangu Team                                       |
| iOS 9.2, 9.2.1, 9.3, 9.3.2, 9.3.3                                             | 29 de julio de 2016     | 29 de julio de 2016        | PanguTool                      | Pangu Team                                       |
| iOS 9.3.5                                                                     | 7 de agosto de 2017     | 7 de agosto de 2017        | Phoenix3                       | Siguza, tihmstar, mbazaliy, qwertyoruiop, jk9357 |
| iOS 10.1, 10.1.1, 10.2                                                        | 26 de enero de 2017     | 26 de enero de 2017        | yalu10.2                       | qwertyoruiop                                     |
| iOS 11.0 ,11.1, 11.1.1, 11.1.2                                                | 12 de enero de 2018     | 15 de enero de 2018        | Electra b5                     | Coolstar                                         |
| iOS 11.2, 11.2.1, 11.2.2, 11.2.6, 11.2.3, 11.3, 11.3.1, 11.4b3, 11.4, 11.4.1. | 29 de mayo de 2018      | 6 de julio de 2018         | Electra 1131, Unc0ver          | Coolstar, Pwn20wnd                               |
| iOS 11.0 a 12 – 12.1.2, 12.1.3, 12.1.4, 12.2 y 12.4.                          | 5 de febrero de 2019    | 5 de febrero de 2019       | Unc0ver Chimera                | Unc0ver (Pwd20wnd) Chimera (Coolstar)            |
| iOS 12.3 – 12.4.6                                                             | 24 de marzo de 2020     | 24 de marzo de 2020        | checkra1n                      | checkra1n                                        |
| iOS 13.0 a 13.6 checkra1n iOS 13.0 a 13.3 Unc0ver                             | 12 de noviembre de 2019 | 12 de noviembre de 2019    | checkra1n Unc0ver              | checkra1n Team (Pwd20wnd)                        |
| iOS 14.0 a 14.8 Unc0ver                                                       | 28 de febrero de 2021   | 28 de febrero de 2021      | Unc0ver                        | Unc0ver                                          |

## [36]Referencias
- Esta obra contiene una traducción  derivada de «Jailbreak (iPhone OS)» de Wikipedia en inglés, publicada por sus editores bajo la Licencia de documentación libre de GNU y la Licencia Creative Commons Atribución-CompartirIgual 4.0 Internacional.

1. ↑  Ricker, Thomas (10 de julio de 2007). «iPhone Hackers: "we have owned the filesystem"». Engadget. Consultado el 17 de julio de 2009.
2. ↑  Topolsky, Joshua (6 de agosto de 2007). «First third-party "game" app appears for iPhone». Engadget. Consultado el 17 de julio de 2009.
3. ↑  gerardubydo todo lo sabe
4. ↑  Wilson, Ben (10 de octubre de 2007). «Official iPhone 1.1.1 jailbreak released with easy-to-follow instructions; does not require TIFF exploit». CNET.com. Archivado desde el original el 19 de julio de 2009. Consultado el 10 de noviembre de 2009.
5. ↑  «PwnageTool 2.0 (2.0.1) to JailBreak Unlock iPhone 3G or 2.0 and iPod Touch Free Download». My Digital Life. 22 de julio de 2008. Archivado desde el original el 28 de octubre de 2009. Consultado el 10 de noviembre de 2009.
6. ↑  «Dev-Team Blog – Thermonuclear pop!». Blog.iphone-dev.org. Consultado el 17 de julio de 2009.
7. ↑  «redsn0w in june». iPhone Dev Team. Consultado el 10 de noviembre de 2009.
8. ↑  Topolsky, Joshua (17 de marzo de 2009). «Live from Apple's iPhone OS 3.0 preview event». Engadget. Consultado el 17-de julio de 2009.
9. ↑  «Dev-Team Blog – trois, drei, три, három!». iPhone Dev Team. Consultado el 19 de junio de 2009.
10. ↑  Everything You Wanted to Know About iPhone 3.1 But Were Afraid to Ask
11. 1 2  «Copia archivada». Archivado desde el original el 4 de febrero de 2013. Consultado el 26 de marzo de 2018.
12. ↑  iPhone Dev Team. «How to Escape Jail». Archivado desde el original el 5 de octubre de 2007.
13. ↑  Philip Elmer-DeWitt (20 de julio de 2008). «Dubious achievement: Hackers 'jailbreak' the iPhone 3G». Apple 2.0. CNN Money. Archivado desde el original el 10 de noviembre de 2013. Consultado el 26 de octubre de 2011.
14. ↑  Ross Miller (20 de junio de 2009). «Pwnage Tool for iPhone OS 3.0 now live, ultrasn0w still on standby». Engadget. Consultado el 26 de octubre de 2011.
15. ↑  Daniel Brusilovsky (3 de julio de 2009). «First iPhone 3GS Jailbreak Hits The Web». TechCrunch. The Washington Post. Consultado el 26 de octubre de 2011.
16. ↑  Dan Goodin (3 de mayo de 2010). «Hackers release jailbreak for iPad and newer iPhones». The Register. Consultado el 26 de octubre de 2011.
17. ↑  Mike Keller (23 de junio de 2010). «Does Jailbreaking Still Make Sense with iOS 4.0?». Geek Tech. PCWorld. Consultado el 26 de octubre de 2011.
18. ↑  John Herrman (8 de junio de 2010). «iOS 4 Jailbroken Within a Day of First Release». Gizmodo. Consultado el 2 de noviembre de 2011.
19. ↑  John D. Sutter (2 de agosto de 2010). «First iPhone 4 'jailbreak' posted online». CNN Tech. CNN. Archivado desde el original el 3 de febrero de 2012. Consultado el 26 de octubre de 2011.
20. ↑  Daniel Muños (20 de julio de 2011). «Jailbreak untethered para iPad 2 y iPhone 4S disponible en unas horas». Crave. CNET. Archivado desde el original el 23 de enero de 2012. Consultado el 26 de octubre de 2011.
21. ↑  Elizabeth Fish (13 de octubre de 2011). «iOS 5 Jailbreak Is Already Here; Geeks Not Surprised». Geek Tech. PCWorld. Consultado el 26 de octubre de 2011.
22. 1 2  Joseph Volpe (20 de enero de 2012). «Absinthe A5 jailbreak released for iPhone 4S, hacker Dream Team makes untethered dreams come true». Engadget. Consultado el 27 de abril de 2012.
23. 1 2  «Jailbreak Untethered para iOS 5.1.1: El Abshinte 2.0 ya está disponible». Analitica.com. Analítica Consulting. 26 de mayo de 2012. Archivado desde el original el 27 de mayo de 2012. Consultado el 26 de mayo de 2012.
24. 1 2  «Absinthe 2.0.1: Untethered Jailbreak für iOS 5.1.1 veröffentlicht». ZDNet.de. 26 de mayo de 2012. Consultado el 26 de mayo de 2012.
25. ↑  «Hoy se publica el Jailbreak Untethered para iOS 6.1 en iPhone, iPad y iPod Touch.». iphoneworld.com.es. iphoneworld.com.es. 4 de febrero de 2013. Consultado el 4 de febrero de 2013.
26. ↑   https://web.archive.org/web/20130204000427/http://www.evasi0n.com/. Archivado desde el original el 4 de febrero de 2013. Consultado el 4 de febrero de 2013. Falta el |título= (ayuda)
27. ↑   https://twitter.com/evad3rs. Consultado el 4 de febrero de 2013. Falta el |título= (ayuda)
28. ↑  «Jailbreak untethered para iOS 7 ya disponible: evasi0n 7». iphoneros.com. iphoneros.com. 22 de diciembre de 2013. Consultado el 22 de diciembre de 2013.
29. ↑   https://web.archive.org/web/20130204000427/http://www.evasi0n.com/. Archivado desde el original el 4 de febrero de 2013. Consultado el 22 de diciembre de 2013. Falta el |título= (ayuda)
30. ↑   https://twitter.com/evad3rs. Consultado el 22 de diciembre de 2013. Falta el |título= (ayuda)
31. ↑  «Pangu libera el Jailbreak de iOS 9.1 para iPhone y iPad». todoappleblog.com. TodoAppleBlog. 11 de marzo de 2016. Consultado el 11 de marzo de 2016.
32. ↑  «Pangu libera el Jailbreak de iOS 9.2, 9.2.1, 9.3, 9.3.2, 9.3.3 para iPhone y iPad».
33. ↑  «qwertyoruiop libera el Jailbreak de iOS 10.1, 10.1.1, 10.2 para iPhone y iPad».
34. ↑  «Coolstar libera el Jailbreak de iOS 11.0, ,11.1, 11.1.1 y 11.1.2 para iPhone y iPad».
35. ↑  «Coolstar libera el Jailbreak de iOS 11.2.1 ,11.2.2, 11.2.6, 11.2.3, 11.3, 11.3.1, 11.4b3 para iPhone y iPad».
36. ↑  «Thu mua iphone cũ».

- Datos: Q305918